# 겨울전쟁 연표

## 전쟁전야

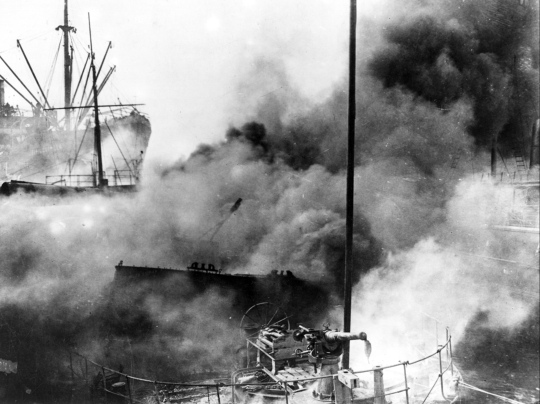
핀란드 내전

북잉그리아의 국기

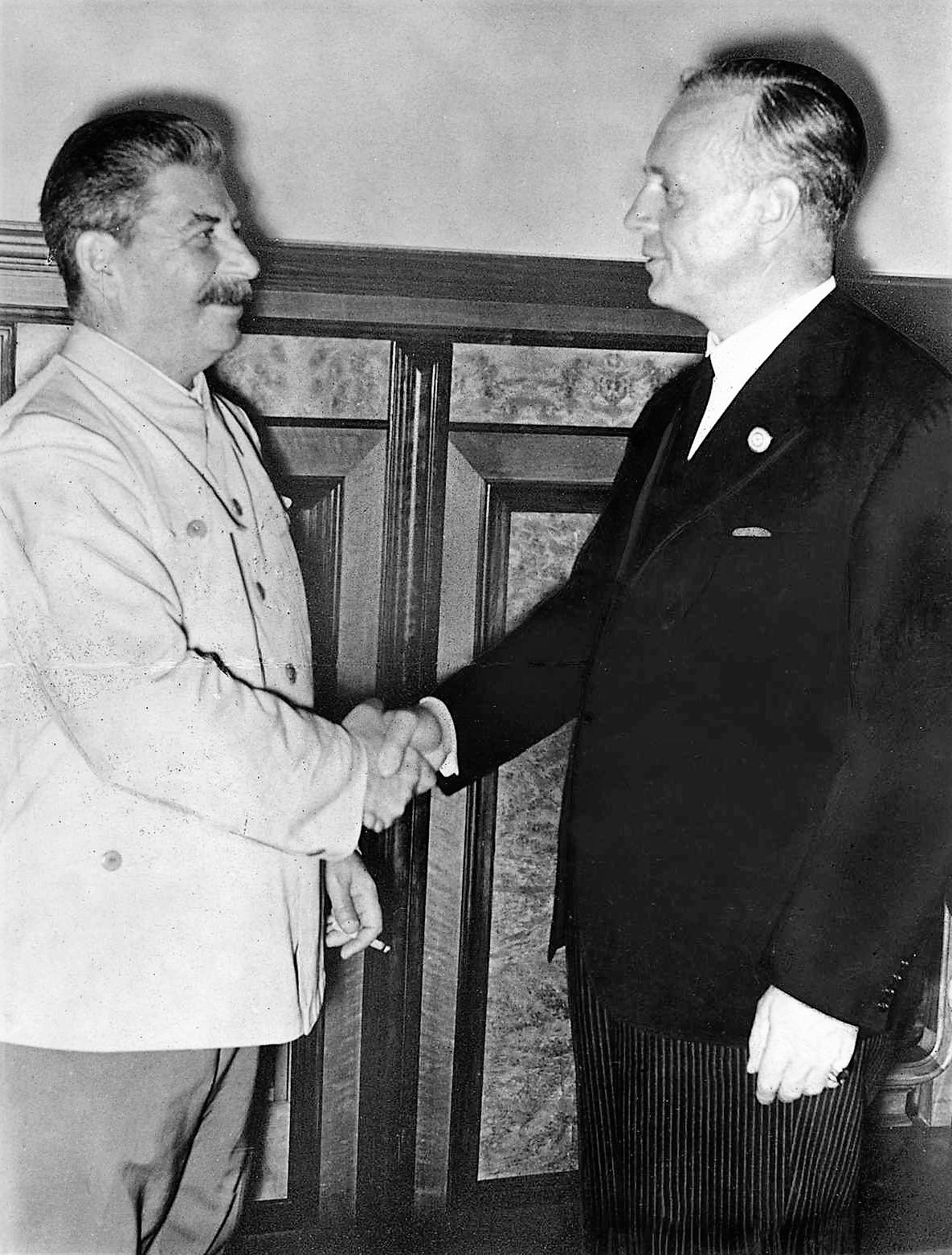
독소밀약 체결

1917년 11월 7일
10월 혁명으로 러시아 공화국 멸망
1917년 12월 6일
핀란드, 러시아에서 독립 선언.
1918년 1월 27일
독일이 지원하는 백위대와 소련이 지원하는 적위대 사이에서 핀란드 내전 발발
1918년 3월 21일
핀란드 민족주의 의용군, 카렐리야를 합병하기 위해 비에나 원정 실시, 실패.
1918년 5월 15일
만네르헤임 남작의 백위대가 승리함으로써 핀란드 내전 종료.
1919년 1월 23일
잉그리아의 핀란드계가 소련에 반란하여 북잉그리아 공화국 수립, 핀란드 합병을 도모하였으나 1920년 도로 소련에 합병됨
1919년 4월 21일
핀란드 민족주의 의용군, 카렐리야를 합병하기 위해 아우누스 원정을 실시, 실패. 핀란드측에서는 비에나-아우누스 원정을 전쟁으로 간주하지 않으나 러시아측에서는 이것을 "제1차 소비에트-핀란드 전쟁"이라고 부름
1919년 7월 17일
핀란드에 민주헌법이 제정됨. 핀란드는 유럽 최초로 여성에게 선거권을 부여함.
1920년 10월 14일
소련과 핀란드, 쌍방의 존재를 인정하는 타르투 조약 조인. 레폴라와 폴라얘르비를 소련에 넘기고 핀란드는 페차모를 받아감.
1921년 10월
소련에 반대하여 동카렐리야 봉기가 일어남. 곧이어 무장한 핀란드계 의용군이 싸움에 참여. 반란은 진압되고 주동자들은 핀란드로 망명.
1932년 1월 21일
소련-핀란드 불가침 조약 체결.
1939년 8월 24일
독소불가침조약 체결. 이 밀약으로 소련은 발트 지역과 핀란드 병합에 대한 독일의 묵인을 얻음.
1939년 9월 17일
소련, 폴란드 침공.
1939년 9월 22일
에스토니아 외상 모스크바로 소환
1939년 9월 29일
소비에트-에스토니아 상호원조조약 조인.
1939년 10월 1일
라트비아 외상 모스크바로 소환
1939년 10월 3일
리투아니아 외상 모스크바로 소환.
1939년 10월 5일
소비에트-라트비아 상호원조조약 조인.
1939년 10월 9일
핀란드, 군대 재교육을 빌미로 점진적 동원령 실시
1939년 10월 10일
소비에트-리투아니아 상호원조조약 조인.
1939년 10월 11일 ~ 12일
핀란드 대표단, 모스크바에서 몰로토프와 스탈린을 만나 소련측의 요구사항을 전해들음. 소련은 핀란드에게 레폴라와 포라얘르비를 내줄테니 카렐리야 지협 및 핀란드 만의 섬들, 리바치반도를 내놓고 한코의 해군기지를 대여할 것을 요구. 핀란드 정부는 요구 거부
1939년 10월 23일
핀란드, 소련측 요구를 훨씬 축소해서 테리요키 읍을 내놓겠다고 제안.
1939년 10월 31일
몰로토프, 최고 소비에트에서 연설, 소련의 요구사항을 공개적으로 발표.
1939년 11월 13일
핀란드 대표단, 협상 집어치우고 귀국.
1939년 11월 26일
마이닐라 포격 - 소련군, 침략 빌미를 찾기 위해 러시아 마을을 포격하는 자작극 꾸밈.
1939년 11월 28일
소련, 소핀불가침조약 폐기 선언.

## 1939년

### 11월
1939년 11월 30일
헬싱키 폭격. 같은 시각 소련 육군은 핀란드 국경을 넘다
살라 전투 개전(이듬해 2월 28일까지 계속)
페차모 전투 개전(이듬해 3월 12일까지 계속).

### 12월

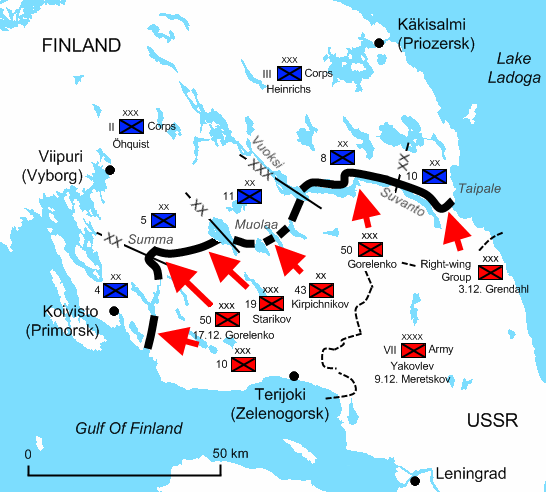
만네르헤임 선 대치도

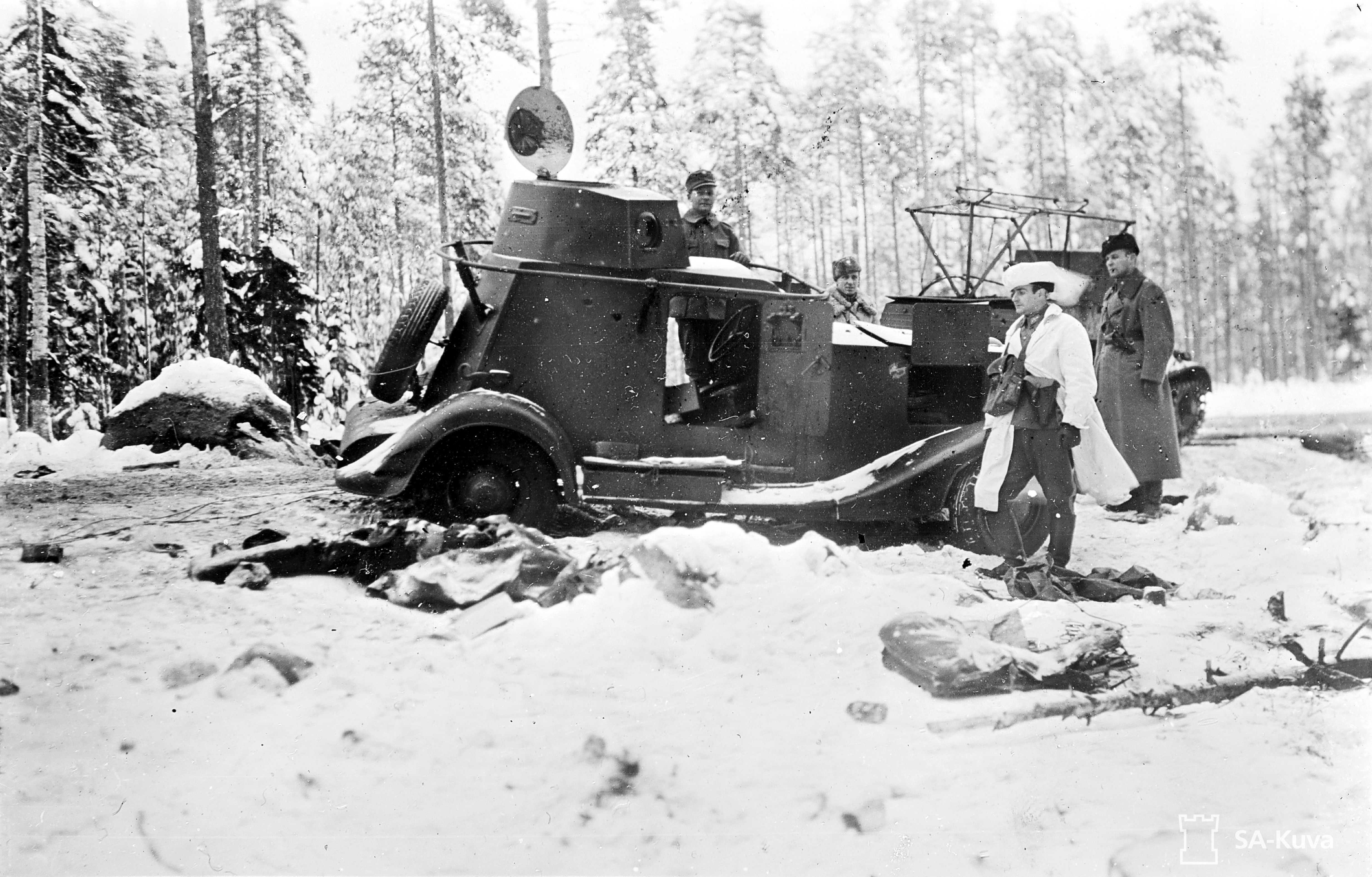
톨바얘르비에서 승리한 핀란드군.

1939년 12월 1일
소련의 괴뢰정부인 핀란드 민주공화국 건국.
1939년 12월 3일
핀란드, 국제연맹에 개입 요청.
1939년 12월 7일
소련군, 만네르헤임 선에 도달
타이팔레 전투 개전(같은 달 27일까지 계속).
콜라아 전투 개전(이듬해 3월 13일까지 계속)
1939년 12월 12일
톨바얘르비 전투에서 핀란드 승리.
1939년 12월 14일
소련, 국제연맹에서 제명됨.
1939년 12월 23일
핀란드군 반격을 시도하나 성공적이지 못함
1939년 12월 16일 ~ 22일
제1차 숨마 전투에서 핀란드 승리.
1939년 12월 25일 ~ 27일
켈랴 전투에서 핀란드 승리

## 1940년

### 1월

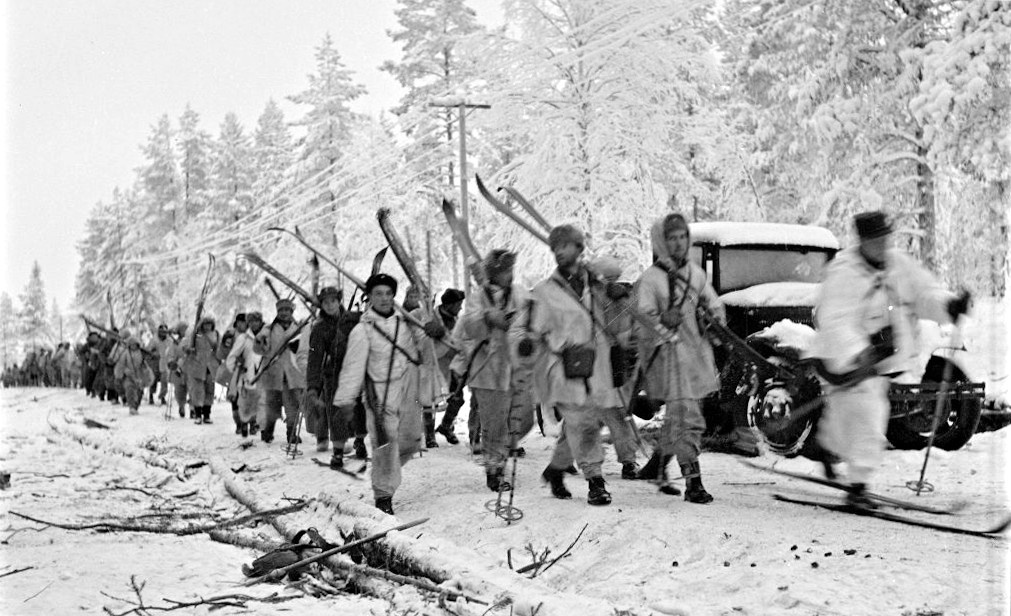
라아테 가도를 행진하는 핀란드군.

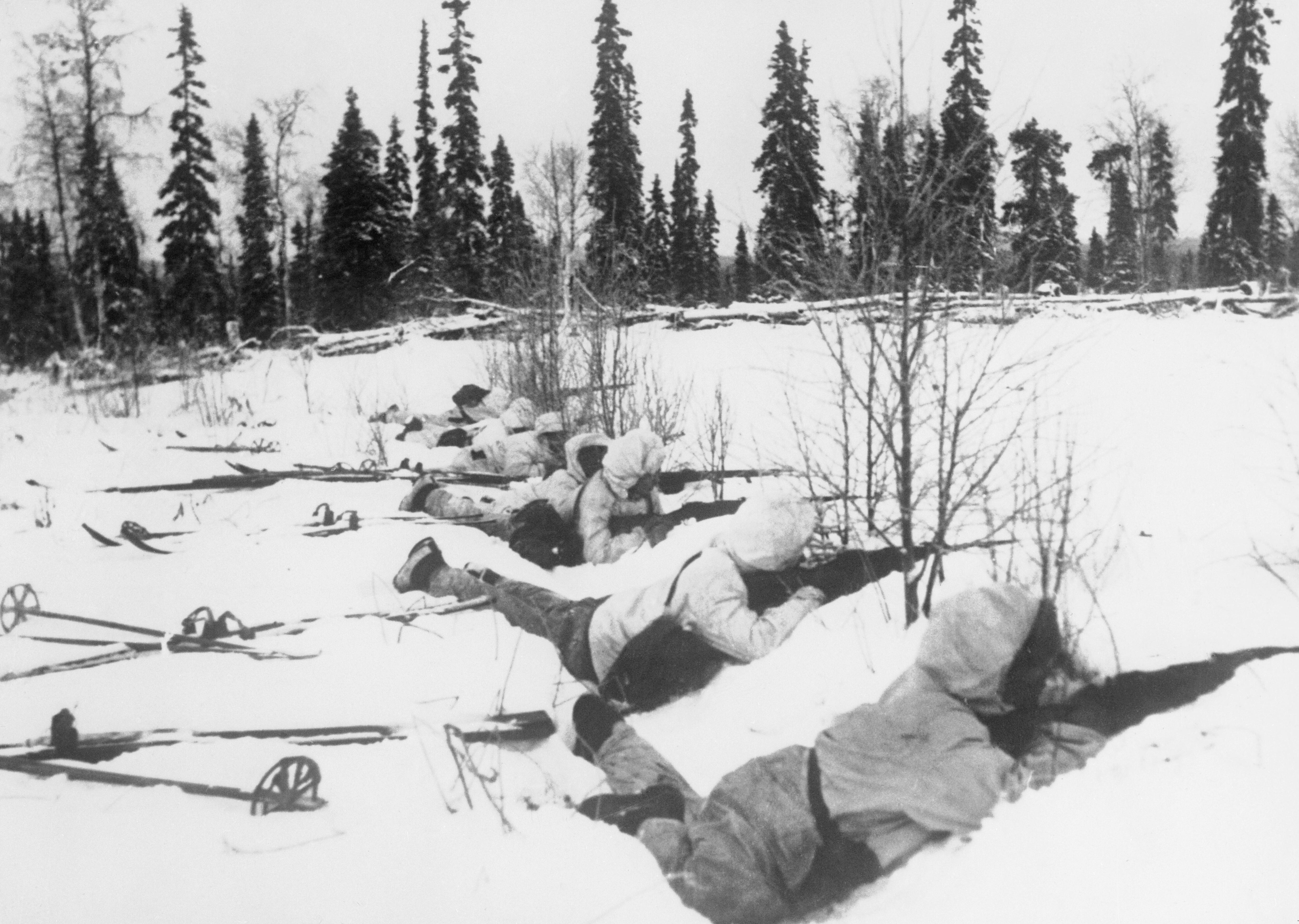
1940년 1월 촬영된 핀란드 스키부대

1940년 1월 1일
미국 타임지, "1939년의 인물"로 스탈린을 선정하여 소련의 졸전을 조롱.
1940년 1월 7일
라아테 가도 전투에서 핀란드 승리.
1940년 1월 8일
수오무살미 전투에서 핀란드 승리.

### 2월

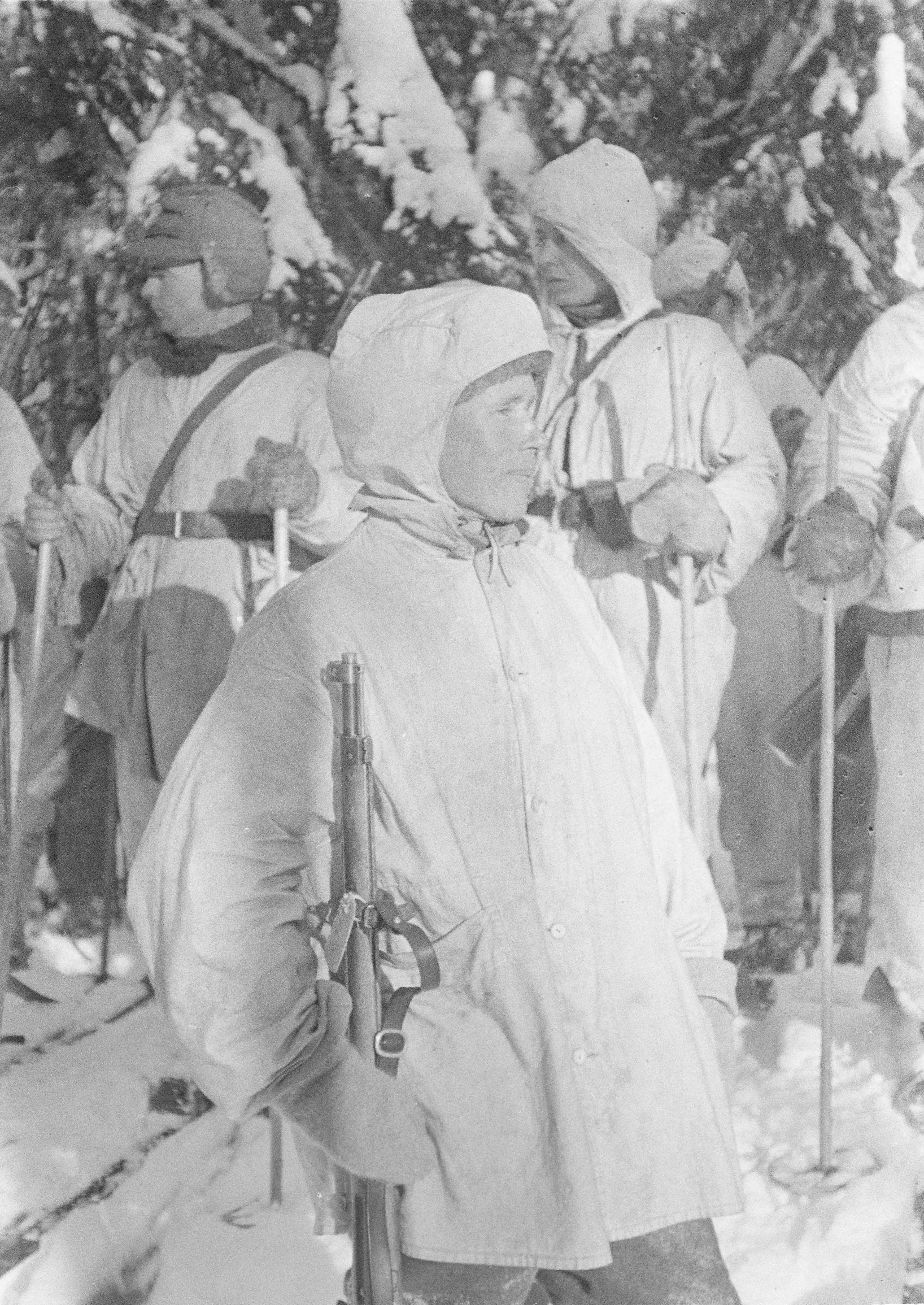
전설적 핀란드 저격수 시모 해위해. 2월 17일 촬영됨.

1940년 2월 1일
소련군 카렐리야 지협에 총력대공세 실시
1940년 2월 5일
영국과 프랑스, 스칸디나비아 개입에 합의
1940년 2월 1일 ~ 11일
제2차 숨마 전투에서 소련군 승리.
1940년 2월 11일
소련군 만네르헤임 선 돌파.
1940년 2월 12일
핀란드, 평화협정 조건 타진
1940년 2월 25일 ~ 27일
홍카니에미 전투에서 소련군 승리

### 3월
1940년 3월 1일 ~ 5일
비푸리 시 전투.
1940년 3월 9일
핀란드군, 비푸리 만의 최후 거점 포기하고 후퇴.
1940년 3월 12일
모스크바 평화조약 조인.
1940년 3월 13일
정전.

## 뒷처리

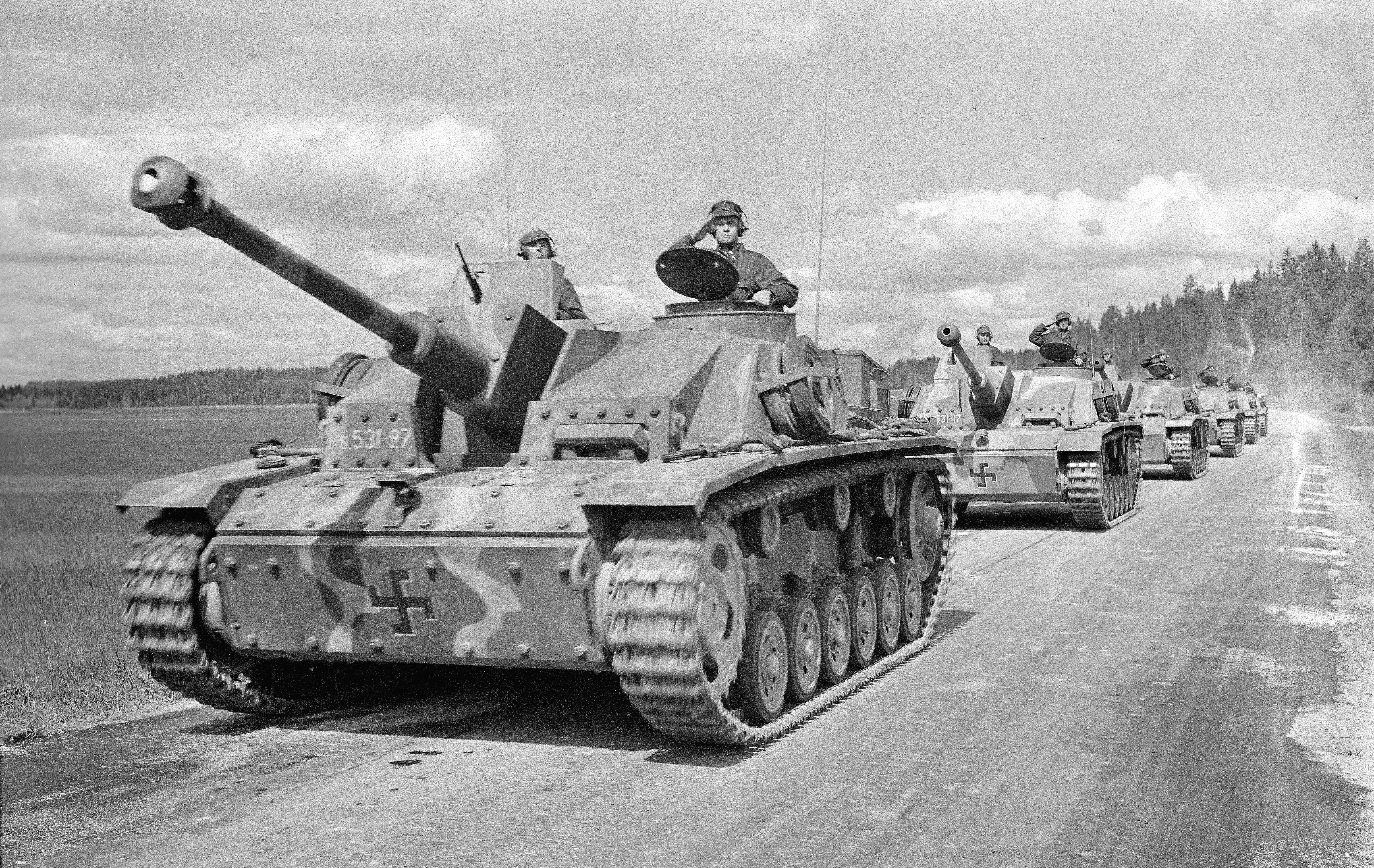
1943년 계속전쟁에 참전 중인 핀란드 돌격포대대.

1940년 4월 9일
베저위붕 작전 - 독일, 덴마크와 노르웨이 침공.
1940년 4월 15일
연합국, 노르웨이에 파병. 그러나 노르웨이는 독일에 정복됨
1940년 6월 ~ 8월
소련, 발트 3국 합병.
1940년 8월 18일
독일이 핀란드 영토의 군대통과권을 얻은 이후 최초의 독일군 병력 핀란드 도착. 이후 소련 침공을 위해 독일 육군 5개 사단이 북부 핀란드에 주둔.
1941년 1월
소련, 핀란드에 페차모의 항구 및 광산 사용권리 요구. 독일의 지원을 받은 핀란드는 거절.
독일, 핀란드에 소련 침공 계획 전달. 독일과 핀란드 군사 지도부 공조 시작.
1941년 6월 15일
독일이 소련을 공격할 시 지원하기 위해 핀란드 동원령 실시.
1941년 6월 21일
핀란드-소련 국경에 핀란드군 방어태세로 집결
1941년 6월 22일
바르바로사 작전 - 독일, 경고 없이 불가침조약 파기하고 소련 침공 개시.
킬파푸예두스 작전 - 같은 시각 핀란드 알란 제도 점령. 독일군 페차모 진주.
1941년 6월 25일
소련의 공습과 함께 계속전쟁 공식적으로 개전.

## 참고 자료
- Leskinen; Juutilainen, Antti, 편집. (1999). Talvisodan pikkujättiläinen (핀란드어) 1판. Werner Söderström Osakeyhtiö. 976쪽. ISBN 951-0-23536-9.
- Trotter, William R. (2002, 2006) [1991]. The Winter war: The Russo–Finno War of 1939–40 5판. New York (Great Britain: London): Workman Publishing Company (Great Britain: Aurum Press). ISBN 1-85410-881-6. First published in the United States under the title A Frozen Hell: The Russo–Finnish Winter War of 1939–40